# نموذج برمجي للاعتقاد والرغبة والقصد
النموذج البرمجي للاعتقاد والرغبة والقصد هو نموذج برمجي طُوِّرَ لبرمجة الوكلاء الأذكياء. يتميز سطحيًا بتنفيذ معتقدات الوكيل ورغباته وقصده ، فهو يستخدم هذه المفاهيم في الواقع لحل مشكلة معينة في برمجة الوكيل. أما في جوهره فيتيح آليةً لفصل نشاط اختيار الخطة (من مكتبة الخطط أو تطبيق مخطط خارجي) عن تنفيذ الخطط النشطة حاليًا. وبذلك فإن وكلاء هذا النموذج قادرون على موازنة الوقت الذي يقضونه في التداول حول الخطط (اختيار ما يجب القيام به) وتنفيذ تلك الخطط (القيام بذلك). أما النشاط الثالث وهو إنشاء الخطط في المقام الأول ( التخطيط ) فلا يقع ضمن نطاق النموذج، ويترك لمصمم النظام والمبرمج.